# Schefflera auyantepuiensis
Schefflera auyantepuiensis är en araliaväxtart som först beskrevs av Julian Alfred Steyermark, och fick sitt nu gällande namn av Maguire, Steyerm. och David Gamman Frodin. Schefflera auyantepuiensis ingår i släktet Schefflera och familjen araliaväxter. Inga underarter finns listade.